# أليكساندرو موسي
أليكساندرو موسي (بالرومانية: Alexandru Musi)‏ هو لاعب كرة قدم روماني في مركز الوسط، ولد في 17 يوليو 2004 في بوخارست في رومانيا. لعب مع ستيوا بوخارست.

## وصلات خارجية
- أليكساندرو موسي على موقع قاعدة بيانات كرة القدم.إي يو (الإنجليزية)
- أليكساندرو موسي على موقع Soccerway.com (الإنجليزية)